# Groote Heide (Venlo)

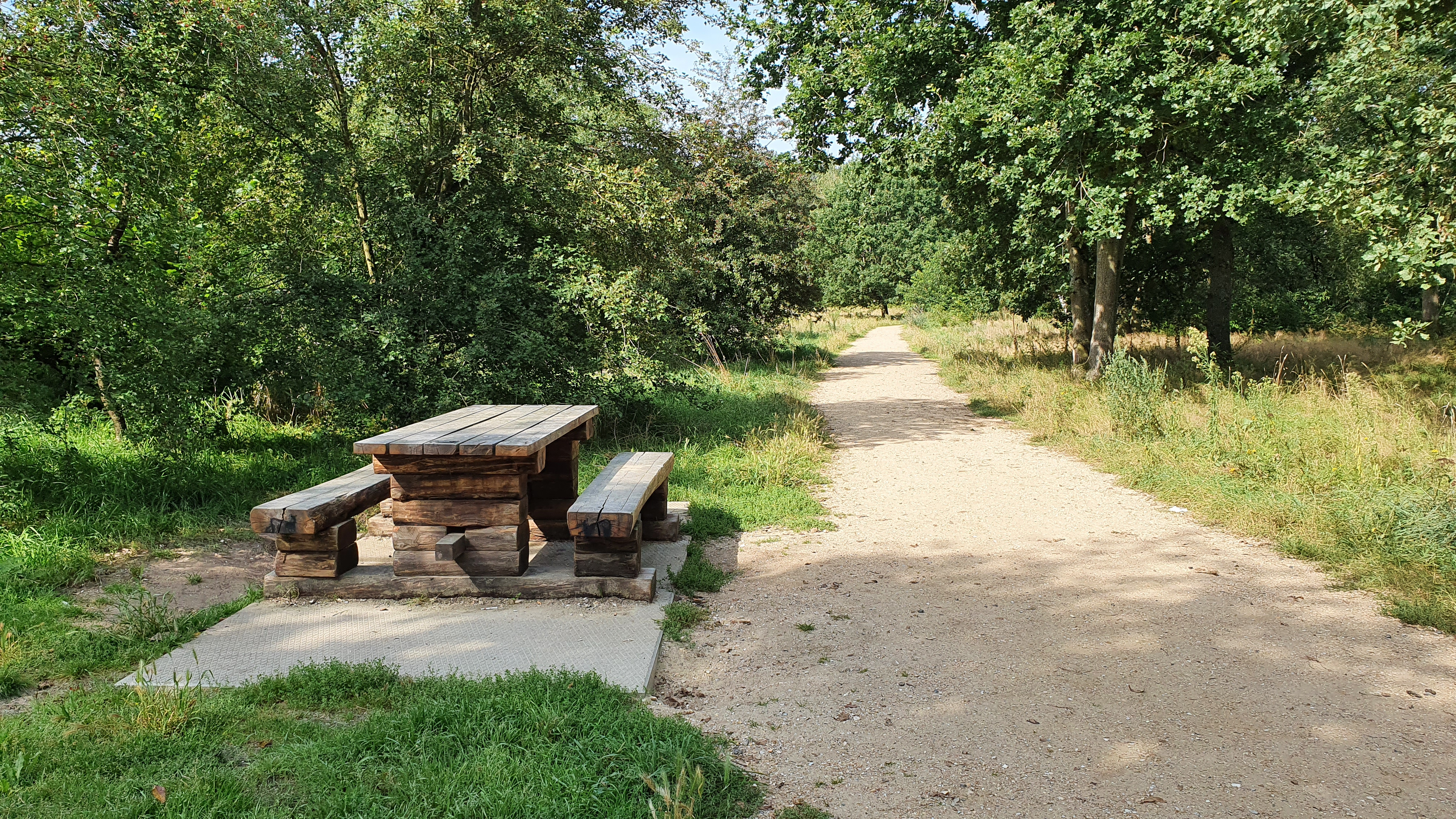
Picnictafel bij de gasterij Groote Heide

De Groote Heide is een natuurgebied van 247 hectare, gelegen op het grondgebied van de Nederlandse gemeente Venlo. Het is in beheer van het Limburgs Landschap. Het terrein ligt ten oosten van de stad Venlo aan de grens met Duitsland. Tijdens de Tweede Wereldoorlog lag in dit gebied de vliegbasis Venlo-Herongen. Na de oorlog zijn nagenoeg alle overblijfselen van dit vliegveld opgeruimd. Alleen de resten van de verkeerstoren, een bunker en een paar kleine verwijzingen naar het vliegveld zijn overgebleven. Aan Duitse zijde zijn meer restanten te vinden.

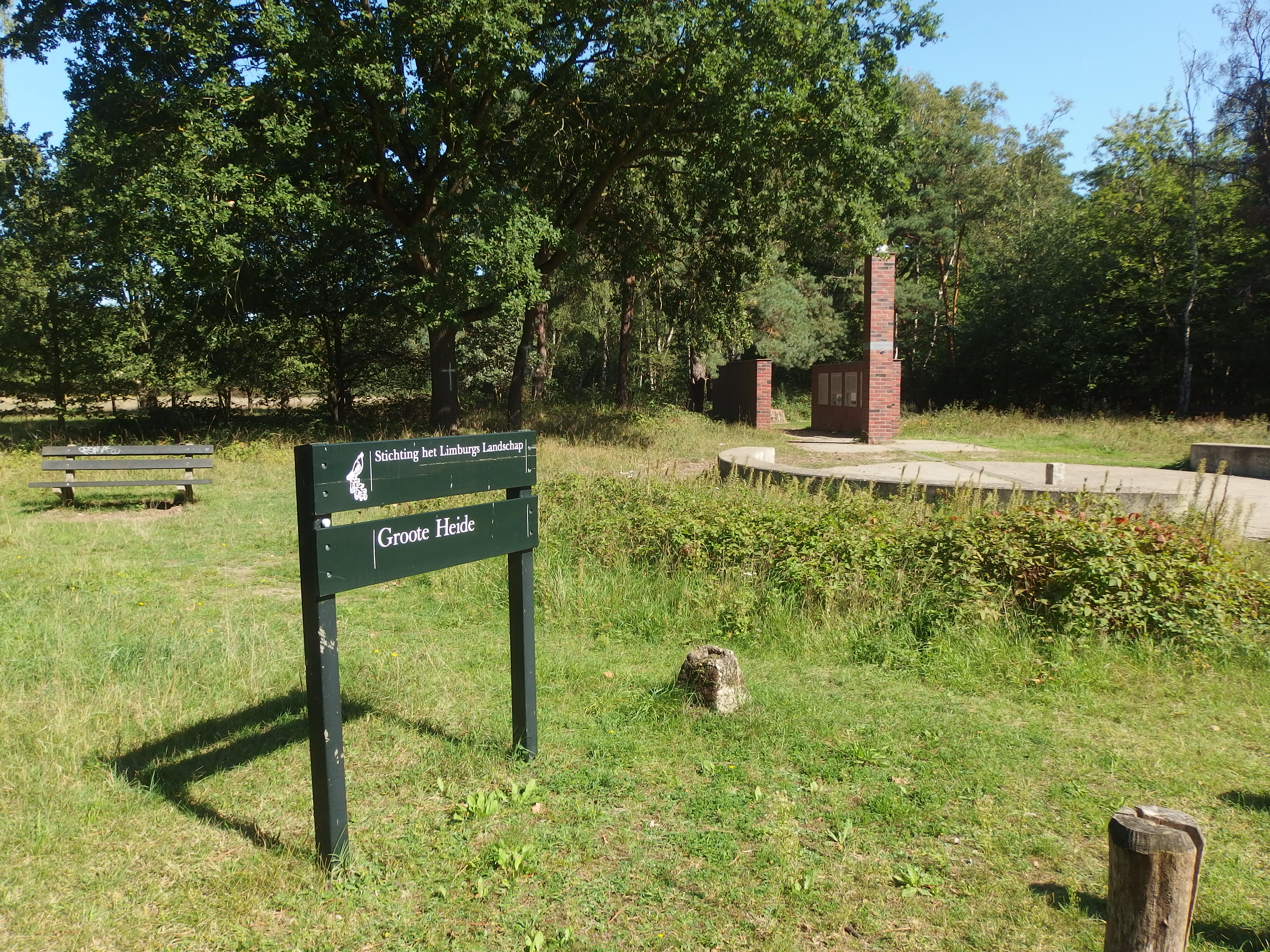
Infobord Groote Heide, met op de achtergrond de ingang van het militaire vliegveld annex oefenterrein

Ook bevinden zich er nog de restanten van een landweer die hier vroeger gelegen heeft.
Ten zuiden van de Groote Heide ligt op de grens met Duitsland de Venloër Heide. Ten westen van het heidegebied ligt op de rand van het Maasterras het Schaapsdijkpark.